# Vlatko Čančar

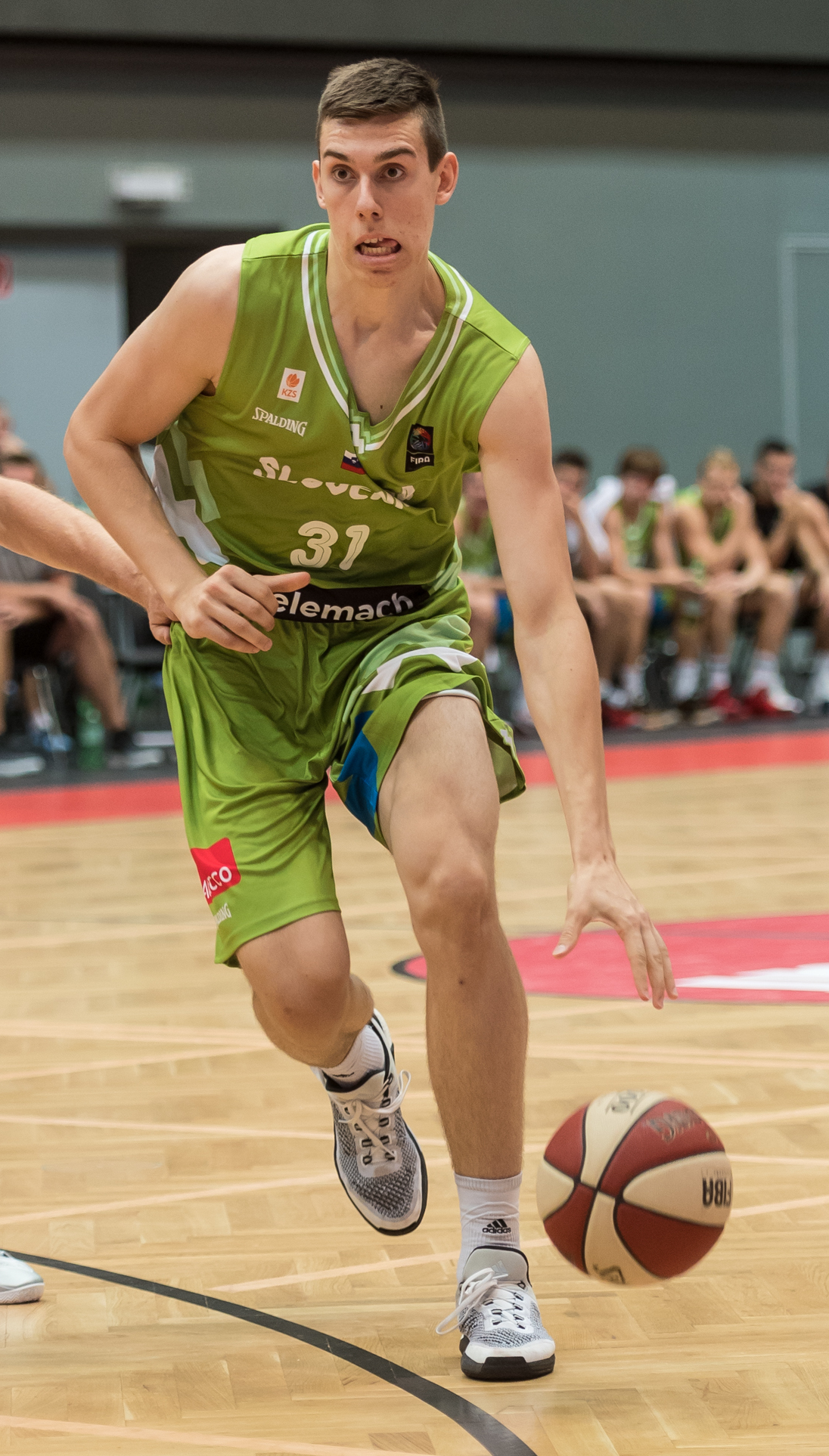
Vlatko Čančar, 2016.

Vlatko Čančar, född 10 april 1997 i Koper, är en slovensk professionell basketspelare (SF) som spelar för Denver Nuggets i National Basketball Association (NBA).
Han var med om att vinna NBA-mästerskapet, tillsammans med Denver Nuggets, för säsongen 2022–2023.
Čančar draftades av Denver Nuggets i andra rundan i 2017 års draft som 49:e spelare totalt.
Han deltog vid europamästerskapet i basket för herrar 2017 och vann guldmedalj med det slovenska basketlandslaget. Čančar var också med och spelade i de olympiska sommarspelen 2020.